# Michael Please
Michael „Mikey“ Please (* 1. April 1984 in Bath, Vereinigtes Königreich) ist ein britischer Animator, der für sein Erstlingswerk mit dem British Academy Film Award ausgezeichnet wurde.

## Leben
Michael Please studierte Animation an dem Royal College of Art und schloss im Sommer 2010 mit einem Master of Arts ab. Kurz danach schloss er sich der Produktionsgesellschaft Agile Films an. Sein Abschlusswerk The Eagleman Stag, ein schwarzhumoriger Kurzfilm, den er schrieb, produzierte und animierte, wurde von der British Academy of Film and Television Arts mit einem Award in der Kategorie „Best Short Animation“ ausgezeichnet. Sein älterer Bruder Benedict Please, der für die Musik und die Soundeffekte verantwortlich war, wurde ebenfalls ausgezeichnet.
Im Jahr 2022 wurde er in die Academy of Motion Picture Arts and Sciences (AMPAS) berufen, die alljährlich die Oscars vergibt.

## Preise
- BAFTA Award für „Best Short Animation“[4]

## Filmografie
- 2010: The Eagleman Stag
- 2021: Rote Robin (Robin Robin)